# فانوس دریایی

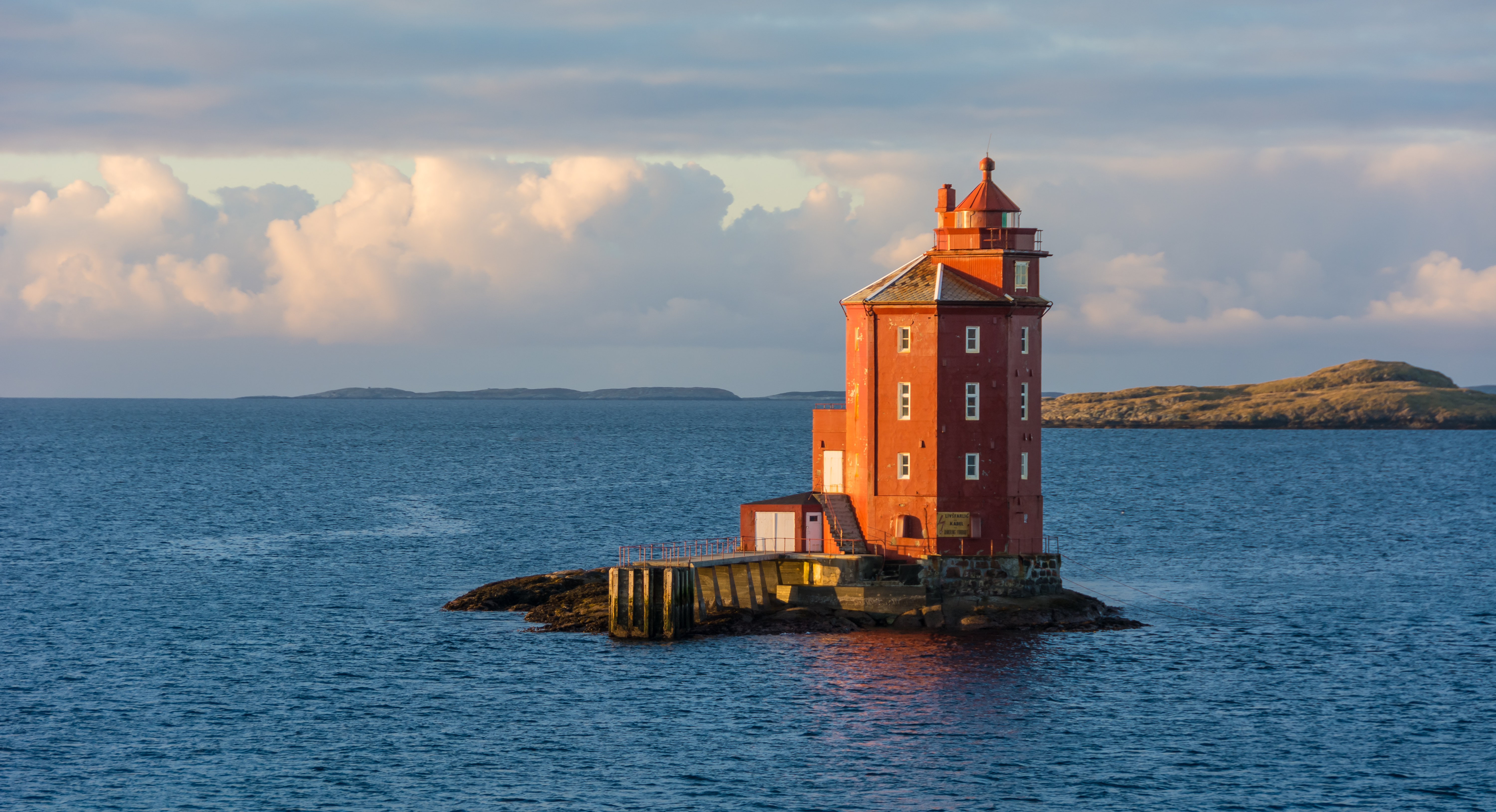
فانوس دریایی دریانورد سرخ در منطقهٔ تروندلاگ واقع در کشور نروژ. این فانوس دریایی در سال ۱۸۸۰ میلادی افتتاح شد.

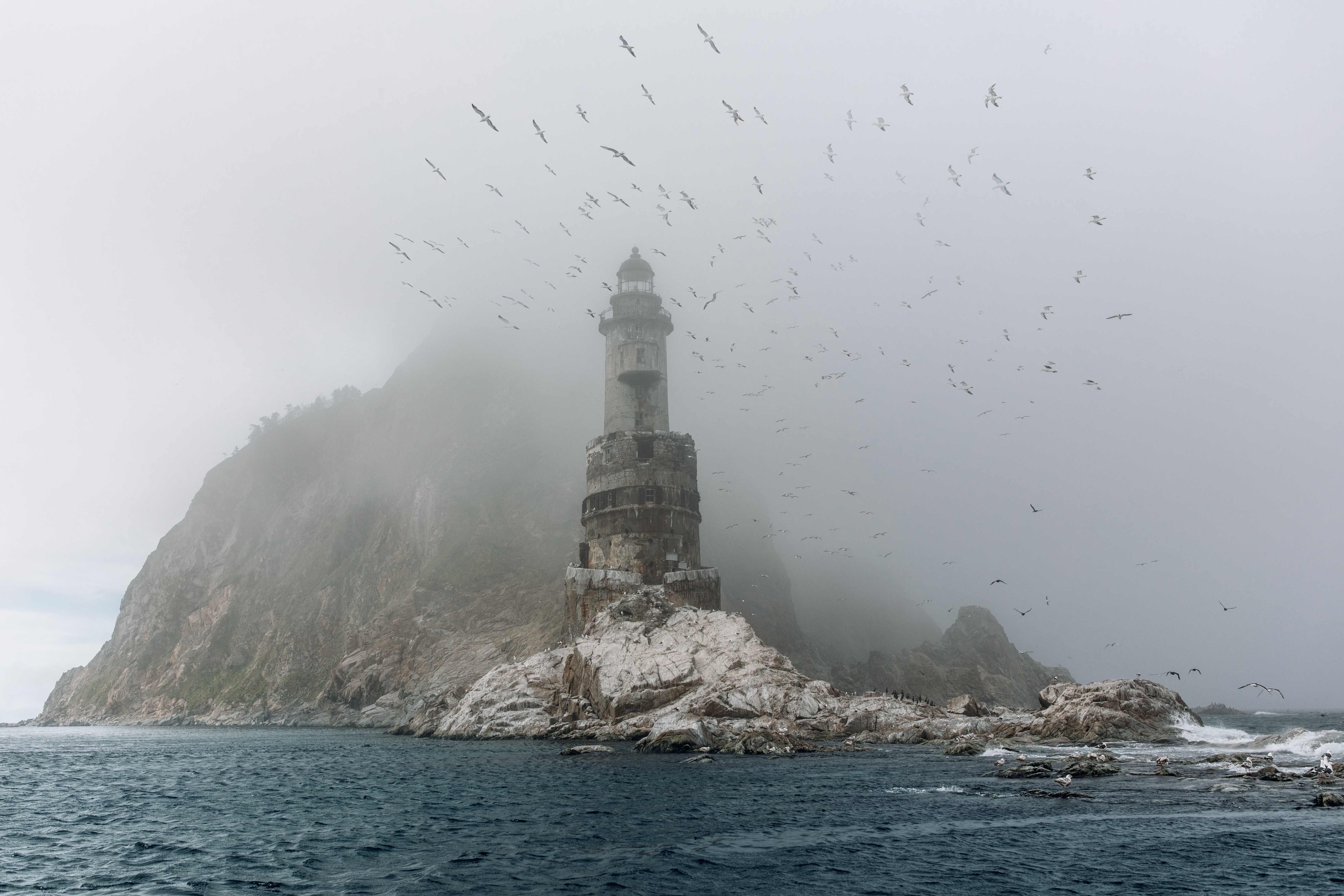
فانوس دریایی جزیرهٔ ساخالین در شمال اقیانوس آرام.

فانوس دریایی یا خَشاب به انگلیسی:( Lighthouse)، یکی از ابزار‌های کمکی دانش ناوبری در دریاها محسوب می گردد.
فانوس‌های دریایی معمولاً ساختمان‌هایی برجی‌شکل هستند که از قسمت بالایی آن‌ها، از طریق سیستمی از چراغ‌ها و لنزهای نوری، علامت‌هایی برای شناورها در دریا فرستاده می‌شود. در قدیم برای این کار از آتش هم استفاده می کردند.
فانوس دریایی، ساختمان نسبتا بلندی است که چراغی در بالای آن نصب شده‌ است؛ این چراغ به وسیله سیستم پیچیده‌ای از عدسی‌ها، نور را به صورت باریکه‌ای درخشان متمرکز می‌گرداند. موتورهای الکتریکی این عدسی‌ها را بی‌وقفه می‌چرخانند و باریکهٔ نور به سرعت از مقابل عدسی‌ها عبور می‌کند و به نظر می‌رسد که چراغ چشمک می‌زند.
هر فانوس دریایی کد مشخصی به صورت باریکه‌های چشمک زن دارد. در وضعیتی که هوا مه‌آلود است، بعضی از آن‌ها کدی شبیه به صدای بم شیپور دارند. بیشتر فانوس‌های دریایی با نوارهای درخشانی از رنگ‌های متضادی رنگ آمیزی شده‌اند که بدین وسیله ملوانان کشتی‌های عبوری، می‌توانند کد‌های نوری فانوس دریایی را در روز یا شب تشخیص بدهند و بلافاصله بفهمند که در کدام نقطه جغرافیایی هستند.
فانوس دریایی می‌تواند جزیره‌ها، صخره‌ها و آبسنگ‌ها را که برای کشتی‌ رانی خطرناک‌اند، مشخص نماید.
با توجه به گسترش سامانه‌های نوین ناوبری، امروزه (سال ۲۰۰۶م) تعداد فانوس‌ها در جهان به کمتر از ۱۵۰۰ عدد کاهش یافته‌ است.
واژه فانوس از زبان یونانی به زبان فارسی آمده است و واژه یونانی آن «فاروس» است. هم‌اکنون در بسیاری از زبان‌های اروپایی، فانوس را فارو می‌نامند.
از گذشته‌های دور، ایرانیان در سواحل خلیج فارس و دریای عمان ساختمان‌های بلندی می‌ساختند که بر فراز آن‌ها آتش می‌افروختند. این ساختمان‌ها خَشاب نام داشت. خَشاب‌ها هم نقاط کم‌ عمق آب را مشخص می‌نمودند و هم وظیفه مهم خبررسانی را بر عهده داشته‌‌اند. شرح مکتوب خَشاب در سفرنامه نئارک (نئارخوس) دریاسالار اسکندر مقدونی، سفرنامه ناصرخسرو، نوشته‌های مسعودی -تاریخ‌نگار ایرانی- و ادریسی آورده شده‌است.
| بیا تا بگویم چه باشد خشاب    |  | خردمند آن را نهاده بر آب |
| که کشتی چو آن را ببیند ز دور |  | فرازش یکی روشنایی ز نور  |
| بپوید ره و گم نگردد ز جای    |  | چنین است اندیشه ناخدای   |

## معروف ترین فانوس های دریایی
در ایران ۳۹ فانوس دریایی وجود دارد که معروف ترین در میان آنها فانوس‌ های دریایی جزایر بوموسی، هندورابی، هنگام، تنب بزرگ و تنب کوچک است.
معروف ترین فانوس های دریایی جهان عبارت‌اند از برج هرکول، فانوس دریایی تورلیتیس، فانوس دریایی پگی پوینت، فانوس دریایی پورتلند بیل، فانوس دریایی اکلای رورس، فانوس دریایی پیگن پوینت و فانوس دریایی لیندسنس می باشد.

## نگارخانه

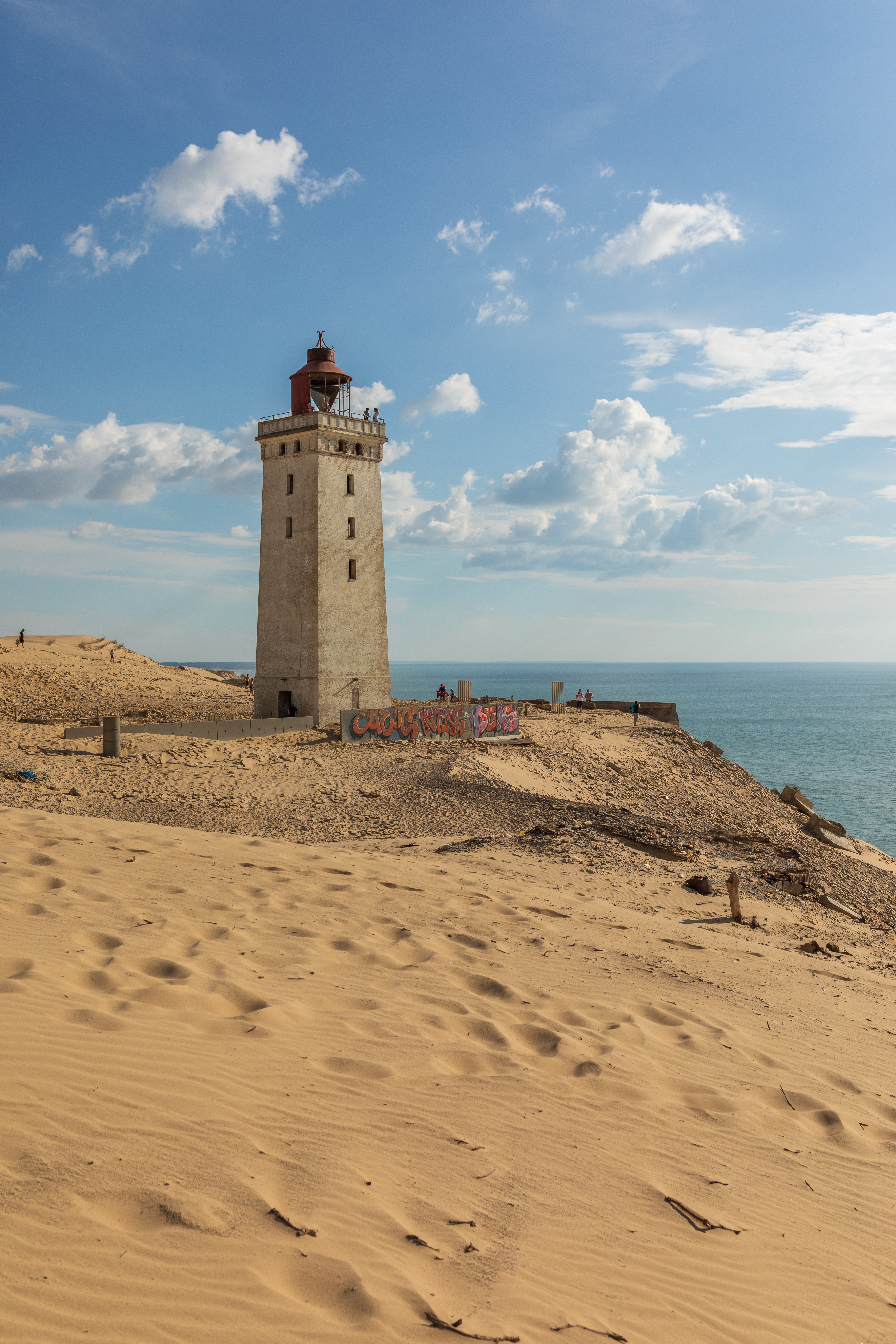
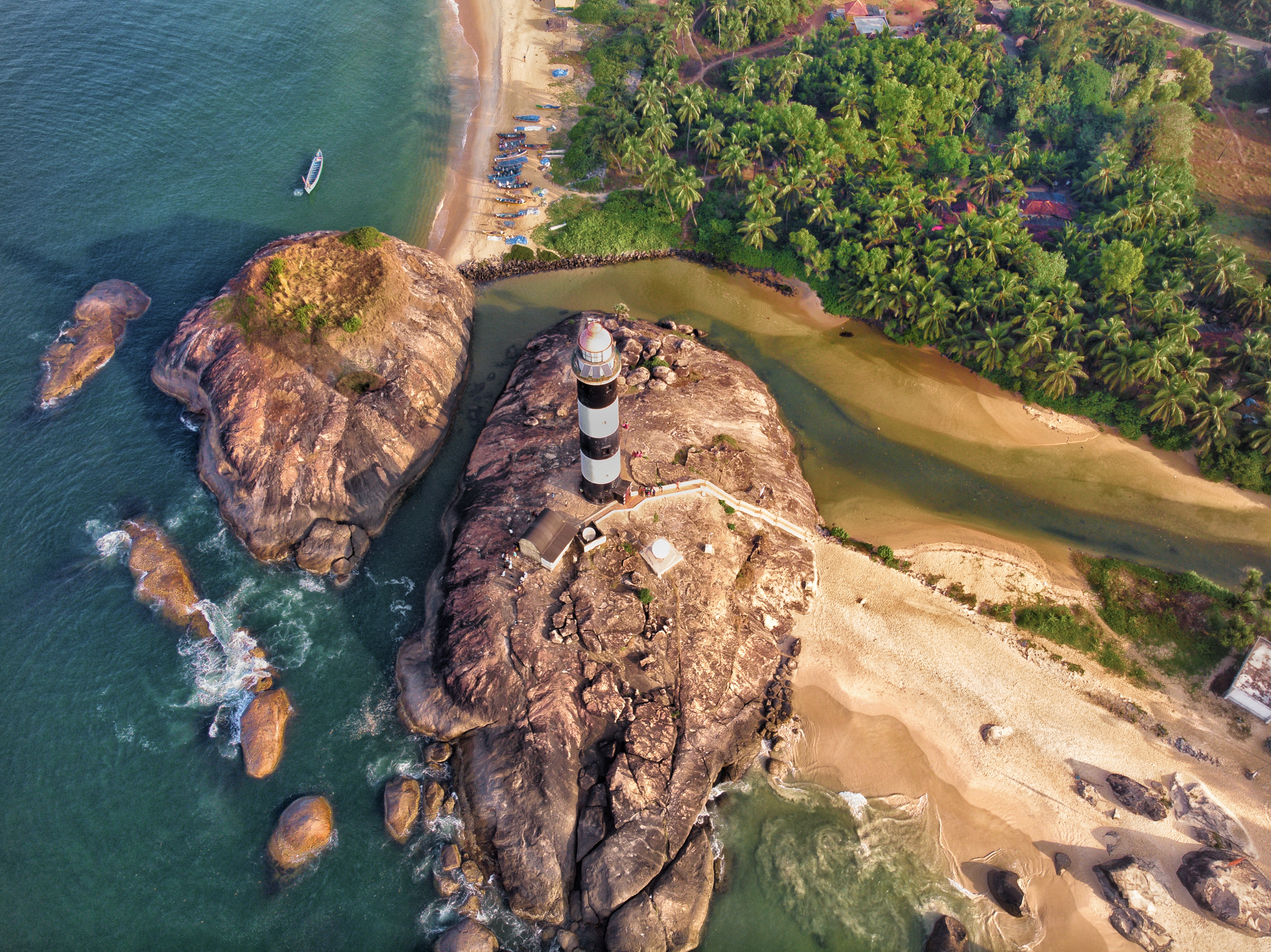
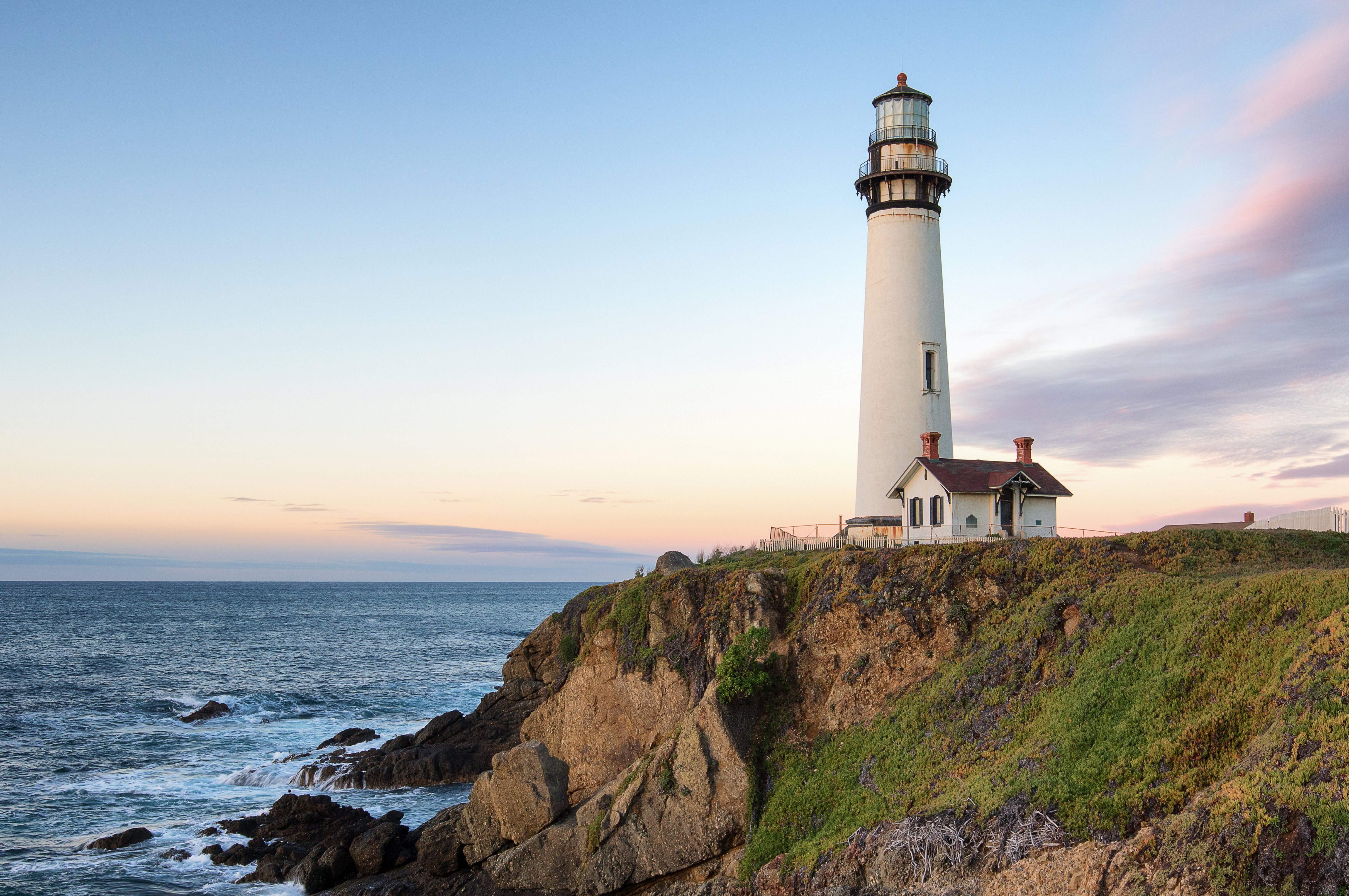
فانوس دریایی پسکادرو، کالیفرنیا
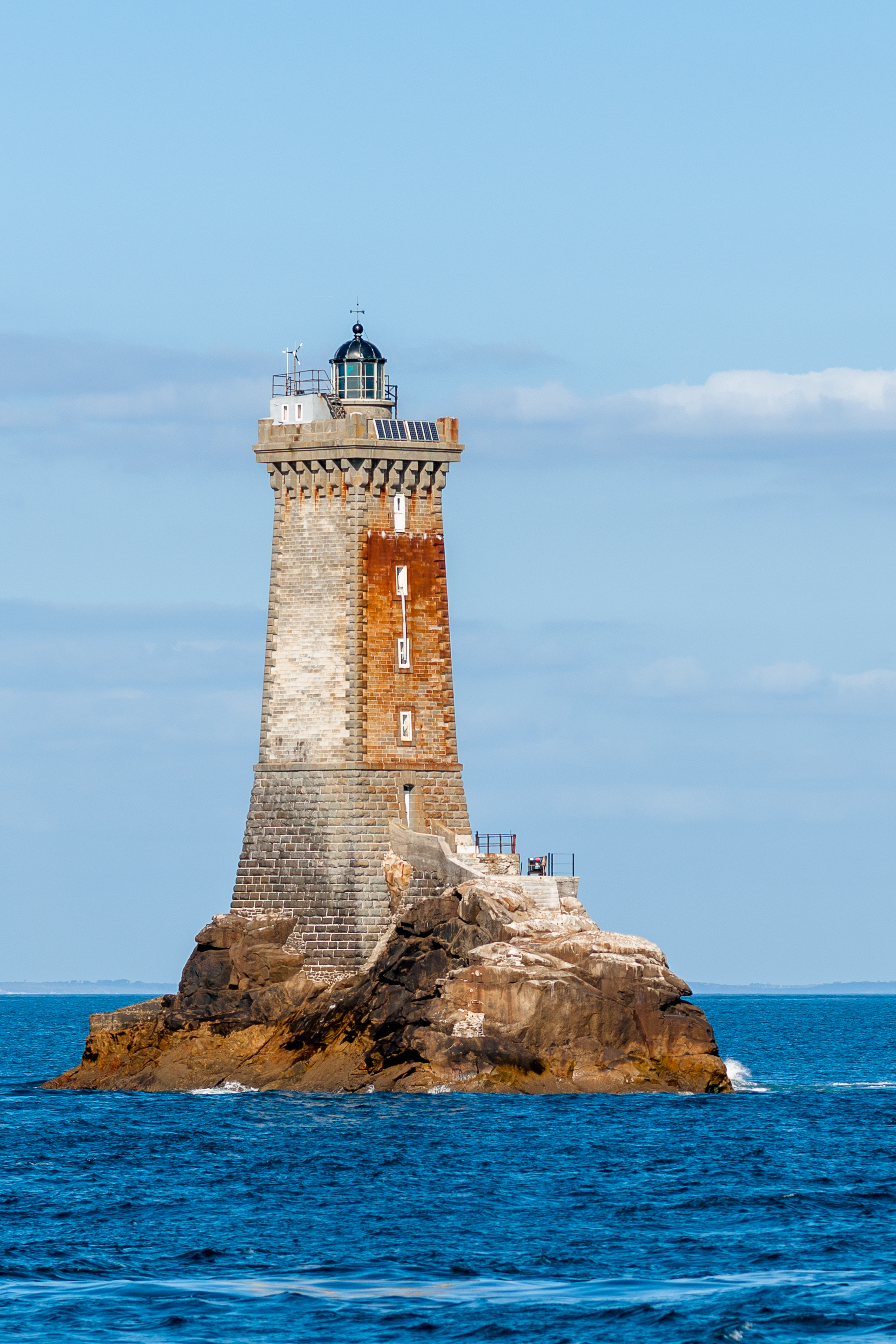
فانوس دریایی لاویل، در شمال‌غربی فرانسه
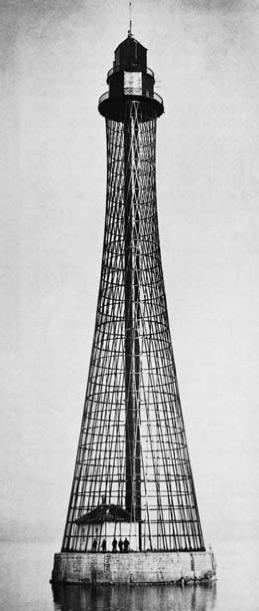
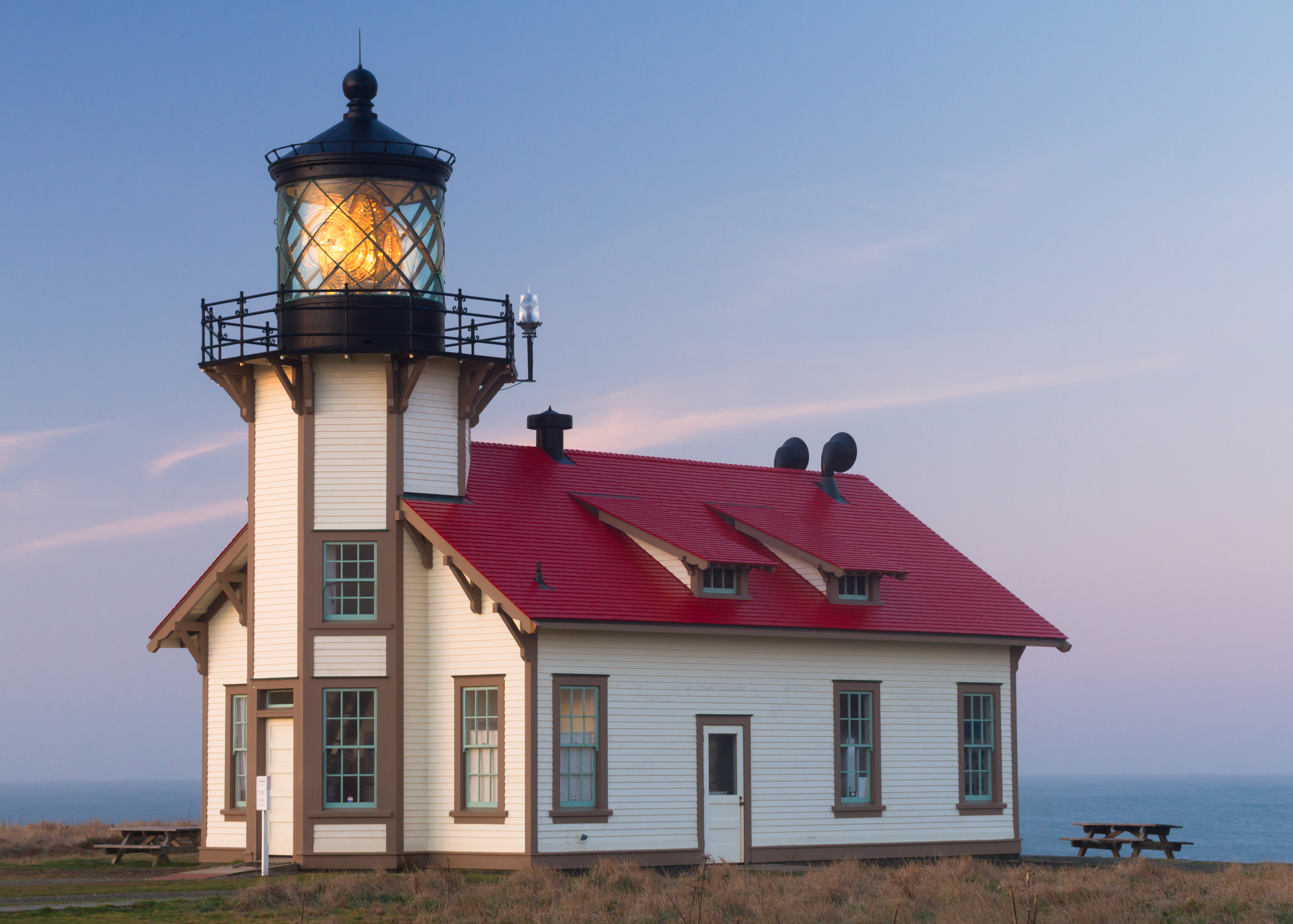
فانوس پوینت کابریلو
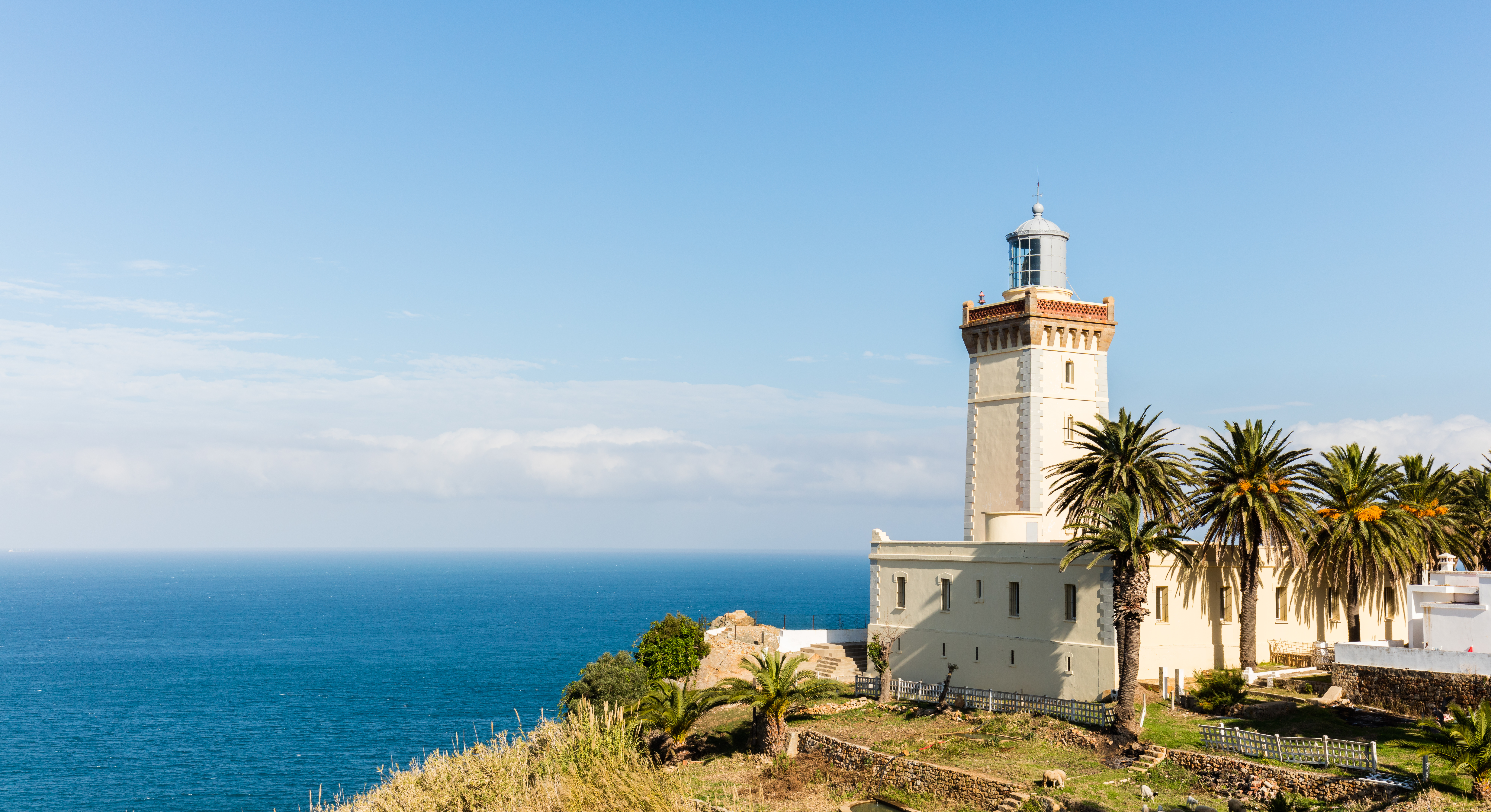
فانوس دریایی دماغه اسپارتل در دهانهٔ تنگه جبل‌الطارق
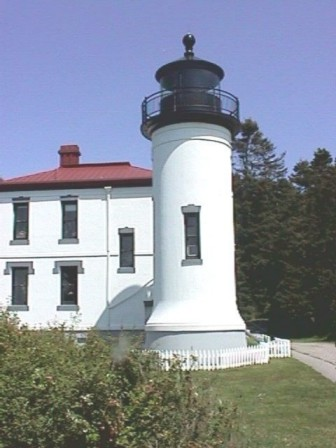
فانوس ادمرلتی هد
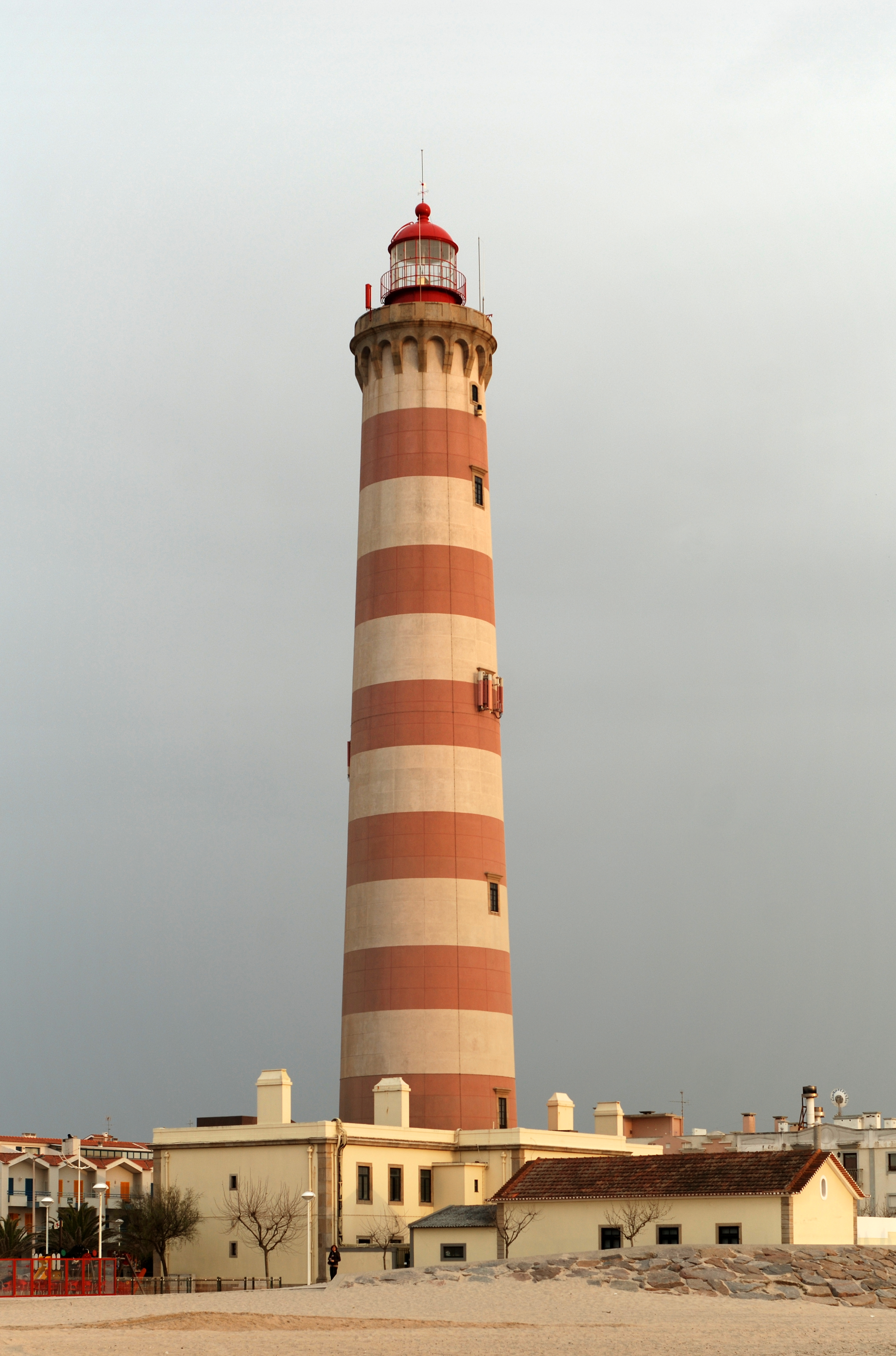
فانوس دریایی آوییرو ، در سواحل غربی پرتغال